# Kristina Dumitru
Kristina-Raffaela Dumitru (* 21. Oktober 1989 in Düsseldorf als Kristina Schmidt) ist eine deutsche Schauspielerin und Sängerin.

## Leben und Karriere
Kristina Dumitru spielte in allen Folgen der Fernsehserie Das Haus Anubis sowie in dem Kinofilm zur Serie Das Haus Anubis – Pfad der 7 Sünden die Hauptrolle der Nina Martens. Die Serie wurde vom 28. September 2009 bis zum 4. Mai 2012 sowohl auf dem Kindersender Nick als auch auf dem Musiksender VIVA ausgestrahlt.
Dumitru erhielt die Rolle, ohne vorher Schauspielunterricht gehabt zu haben. Sie absolvierte vorher ein Casting, bei dem sie innerhalb ihres Vorspielens das Frühlingslied Alle Vöglein sind schon da sang.
Am 10. April 2010 war Dumitru zusammen mit ihrem Serienkollegen Florian Prokop bei den Nickelodeon Kids’ Choice Awards 2010 in den Vereinigten Staaten, um den Preis für die beste Serie entgegenzunehmen. 2011 bekam sie den Preis als Lieblingsstar überreicht. 2010 nahm sie an der Aktion Nickelodeon Weltbeschützer teil.
Von Dezember 2010 bis Januar 2011 war sie Coach bei Das Haus Anubis rockt NICK Talent.
Dumitru wohnte während der Dreharbeiten zur Serie Das Haus Anubis in Antwerpen; sie lebt nunmehr wieder in Düsseldorf. Im Anschluss an die Dreharbeiten studierte Dumitru von 2012 bis 2018 Grundschullehramt an den Universitäten Duisburg-Essen und Wuppertal. Seit November 2018 absolviert sie das Referendariat.
Seit dem 1. September 2018 ist sie mit dem schon länger mit ihr verbundenen, ehemaligen Schauspielkollegen Marc Dumitru verheiratet und trägt den Nachnamen Dumitru. Im Juni 2024 wurden beide Eltern eines Sohnes.

## Filmografie
- 2009–2012: Das Haus Anubis (Fernsehserie)
- 2010: Nickelodeon Weltbeschützer
- 2010–2011: Das Haus Anubis rockt NICK Talent
- 2012: Das Haus Anubis – Pfad der 7 Sünden
- 2013: Schicksale – und plötzlich ist alles anders – Halbgott in weiß (Fernsehserie)
- 2016: Chris James: On the Run (Musikvideo)
- 2018: Spotlight (Fernsehserie)

## Diskografie

### Singles
| Jahr | Titel Album                                         | Höchstplatzierung, Gesamtwochen, AuszeichnungChartsChartplatzierungen (Jahr, Titel, Album, Platzierungen, Wochen, Auszeichnungen, Anmerkungen) | Anmerkungen                           |
| Jahr | Titel Album                                         | DE | Anmerkungen                           |
| ---- | --------------------------------------------------- | --- | ------------------------------------- |
| 2011 | Suche mit uns Das Haus Anubis – Das Album zur Serie | DE80 (1 Wo.)DE | Erstveröffentlichung: 8. Oktober 2010 |

## Auszeichnungen
Nickelodeon Kids’ Choice Awards:
- 2011: Lieblingsstar